# 童軍文物廊
童軍文物廊（英語：Scout Gallery）位於香港九龍柯士甸道香港童軍中心11樓，由香港童軍總會公共關係署負責管理，是以香港童軍發展歷史為主題的展覽館。
童軍文物廊於1996年設立（原設於香港童軍中心11樓的走廊），以蒐集及保存童軍文物，利用研究及陳列展品，作為宣傳及教育用途，並提升童軍成員的歸屬感。2003年，童軍文物廊搬到更具規模的現址，並與童軍物品供應社充分結合。

## 展覽內容
- 常設展
  - 介紹世界童軍運動的源起與香港童軍運動的發展歷程。
- 專題展覽

## 開放時間
- 星期一至星期五：11:30-19:30
- 星期六：11:00-19:00
- 星期日：10:00-18:00
- 公眾假期：休息

免費入場

## 外部連結
- 童軍文物廊 （页面存档备份，存于）